# Yuan Yue
Yuan Yue (kinesisk: 袁悦; født 25. september 1998) er en professionel tennisspiller fra Folkerepublikken Kina.